# Кольбсайм
Кольбсайм (фр. Kolbsheim) — коммуна на северо-востоке Франции в регионе Гранд-Эст (бывший Эльзас — Шампань — Арденны — Лотарингия), департамент Нижний Рейн, округ Страсбур, кантон Ленгольсайм. До марта 2015 года коммуна административно входила в состав упразднённого кантона Гайспольсайм (округ Страсбур-Кампань).
Площадь коммуны — 3,33 км², население — 830 человек (2006) с тенденцией к росту: 853 человека (2013), плотность населения — 256,2 чел/км².

## Население
Население коммуны в 2011 году составляло 823 человека, в 2012 году — 819 человек, а в 2013-м — 853 человека.
| 1962 | 1968 | 1975 | 1982 | 1990 | 1999 | 2006 | 2008 | 2011 | 2012 | 2013 |
| ---- | ---- | ---- | ---- | ---- | ---- | ---- | ---- | ---- | ---- | ---- |
| 510  | 509  | —    | —    | 668  | 765  | 830  | 822  | 823  | 819  | 853  |

Динамика населения:

## Экономика
В 2010 году из 529 человек трудоспособного возраста (от 15 до 64 лет) 395 были экономически активными, 134 — неактивными (показатель активности 74,7 %, в 1999 году — 76,2 %). Из 395 активных трудоспособных жителей работали 373 человека (199 мужчин и 174 женщины), 22 числились безработными (13 мужчин и 9 женщин). Среди 134 трудоспособных неактивных граждан 52 были учениками либо студентами, 52 — пенсионерами, а ещё 30 — были неактивны в силу других причин.

## Достопримечательности (фотогалерея)

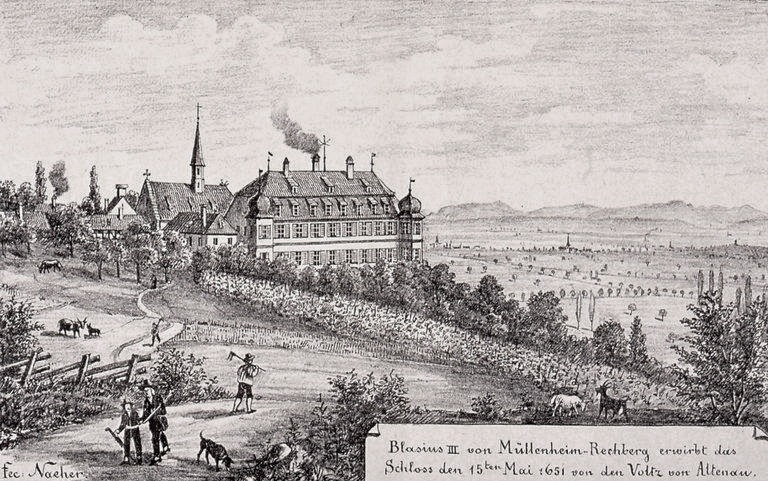
Шато (гравюра)
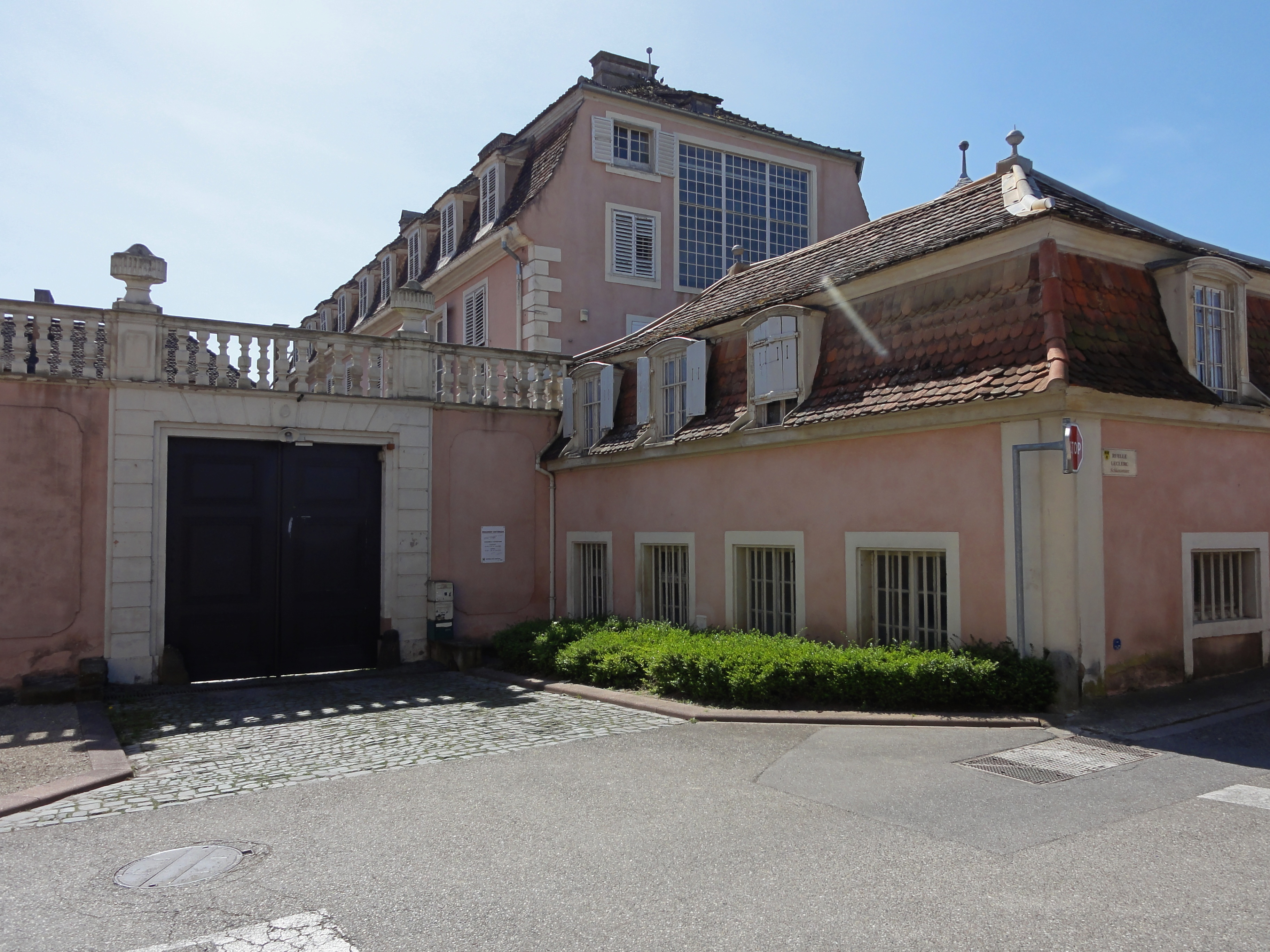
Портал
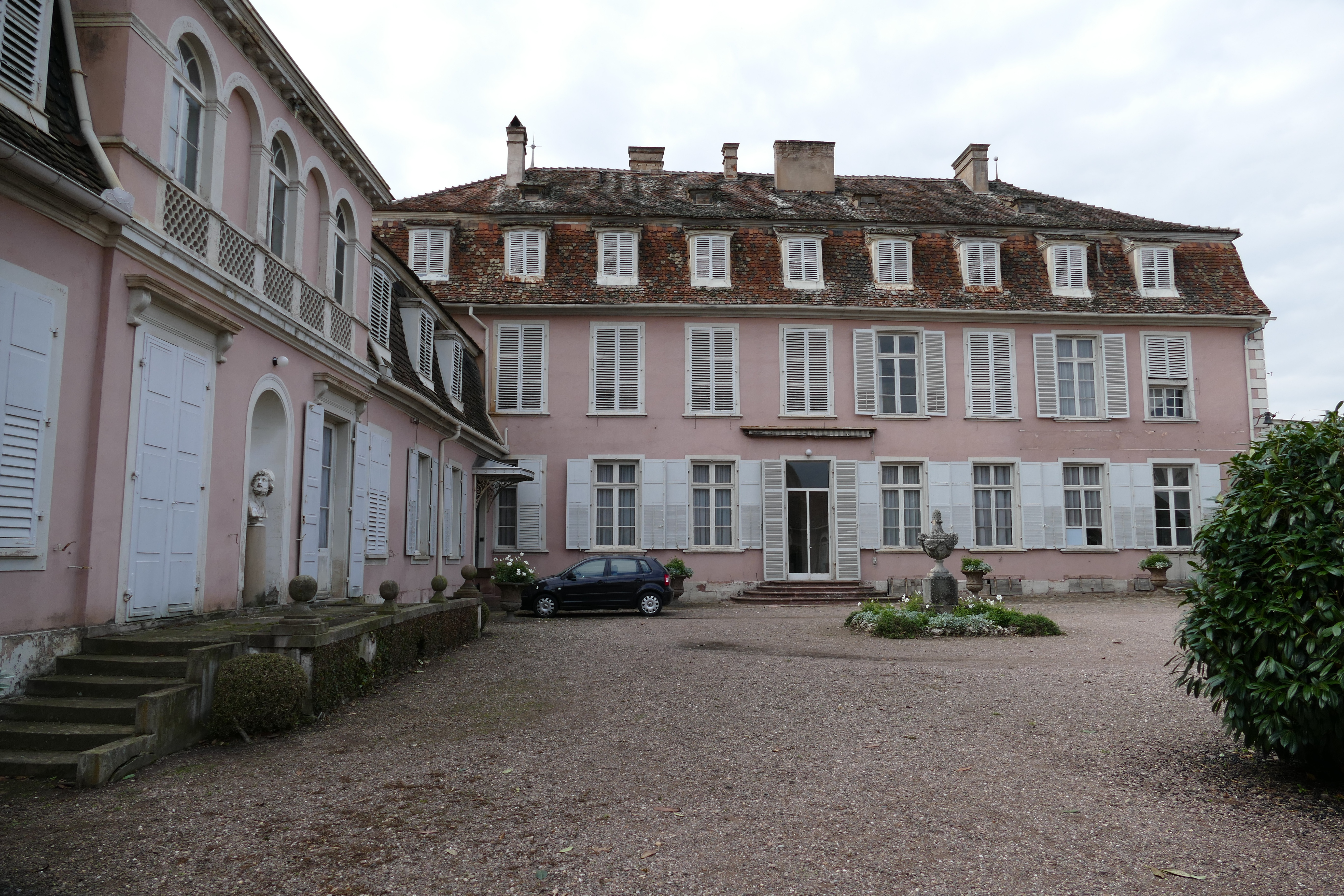
Фасад шато
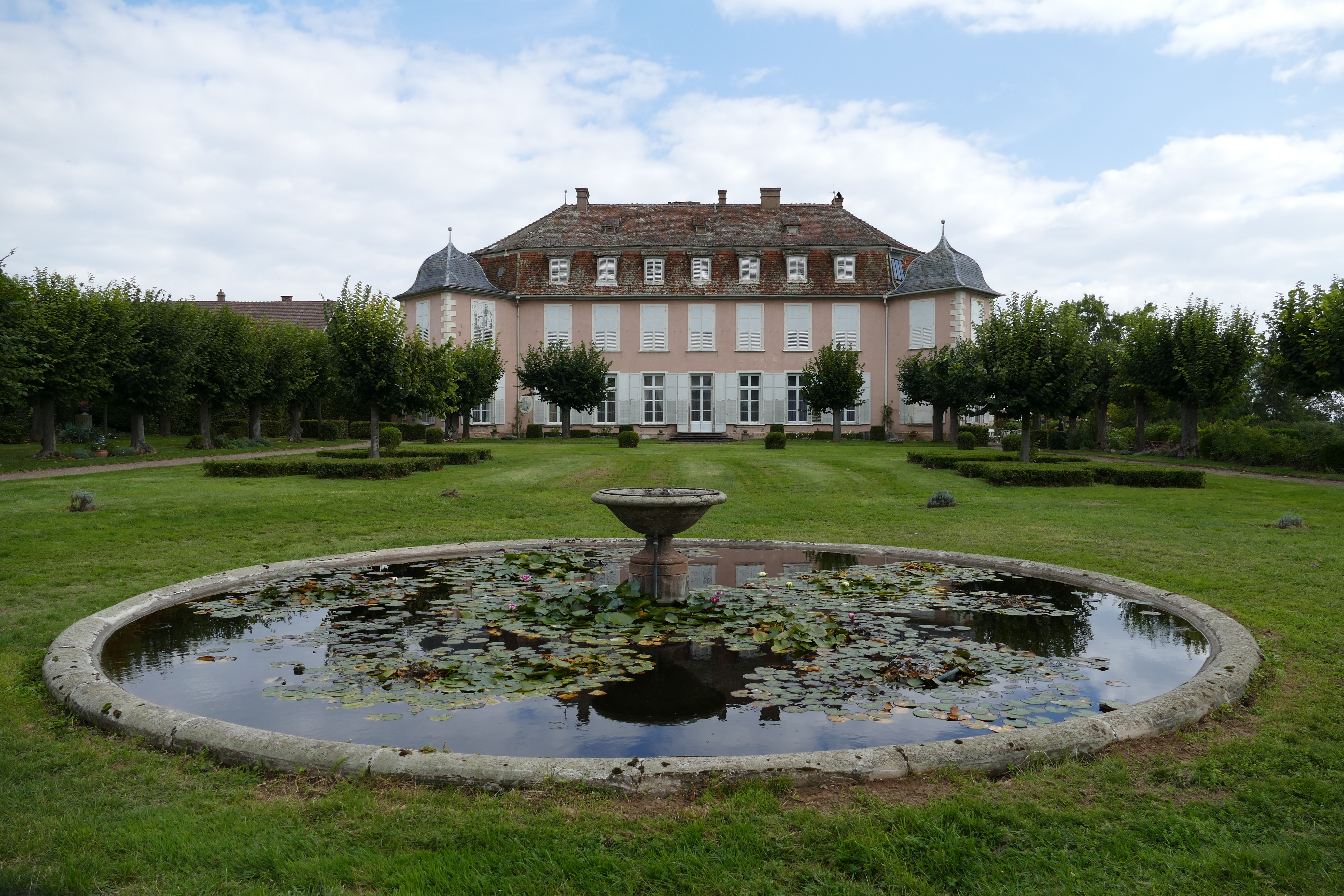
Фасад со стороны сада
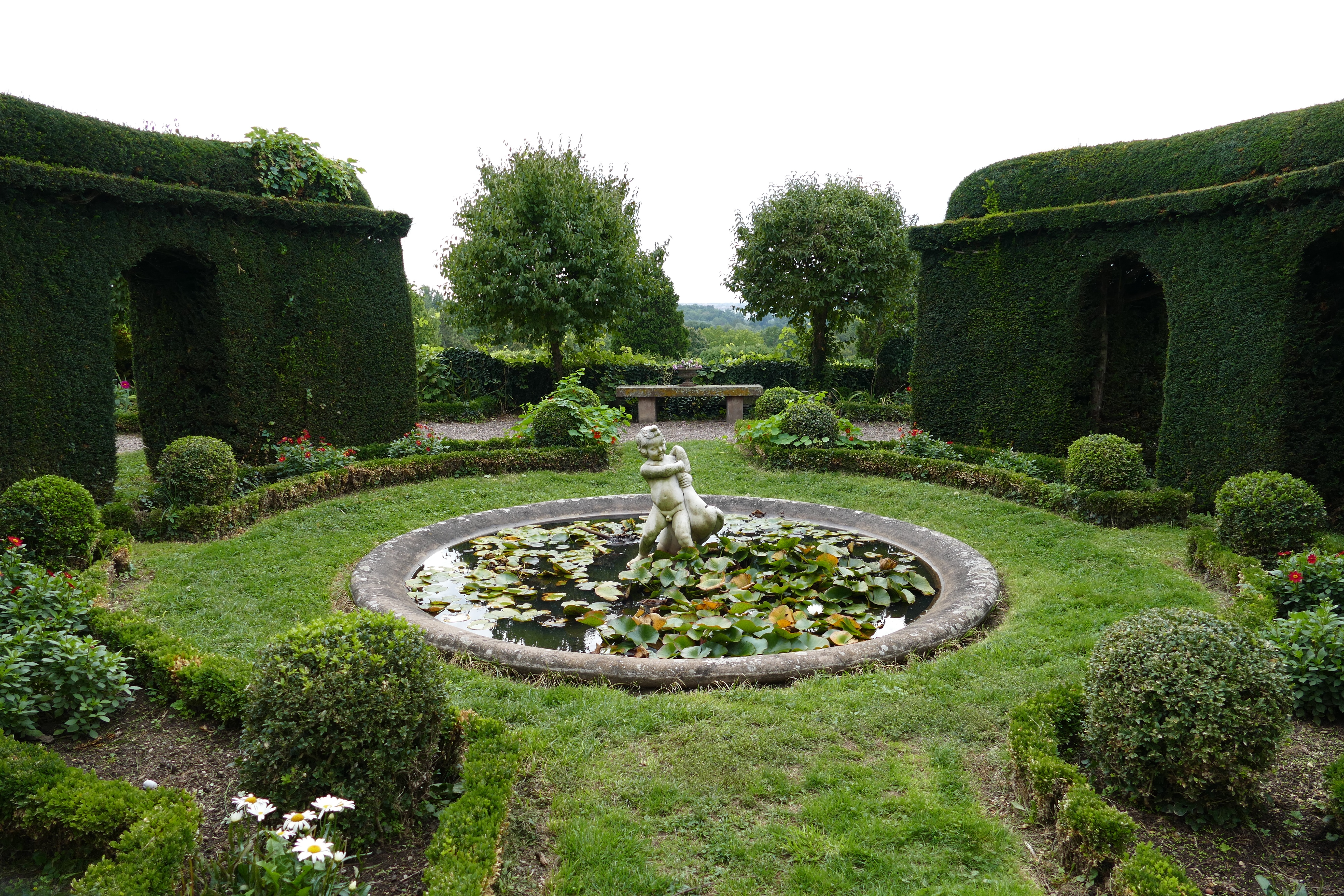
Сад и фонтан
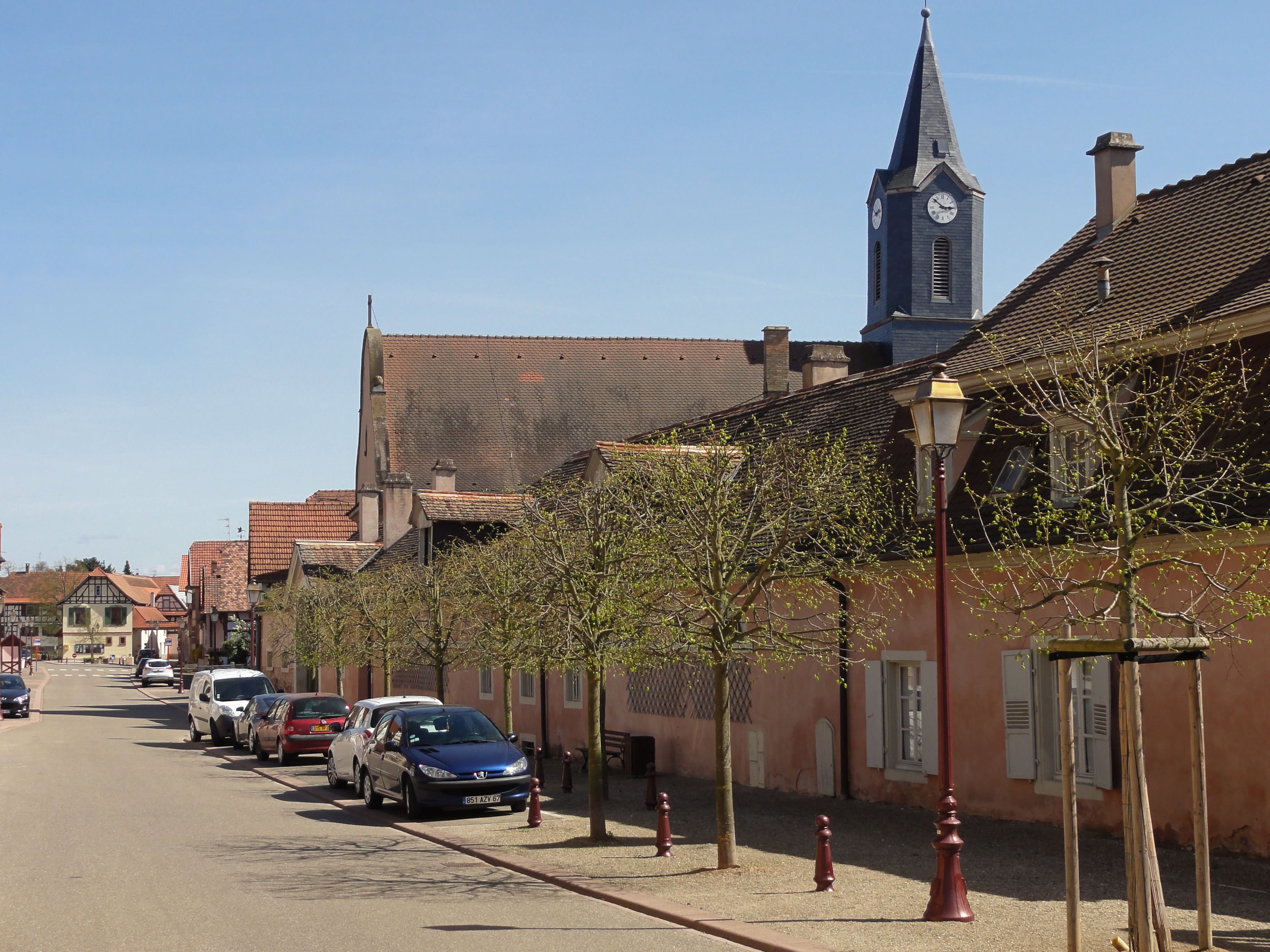
Церковь Сен-Легер
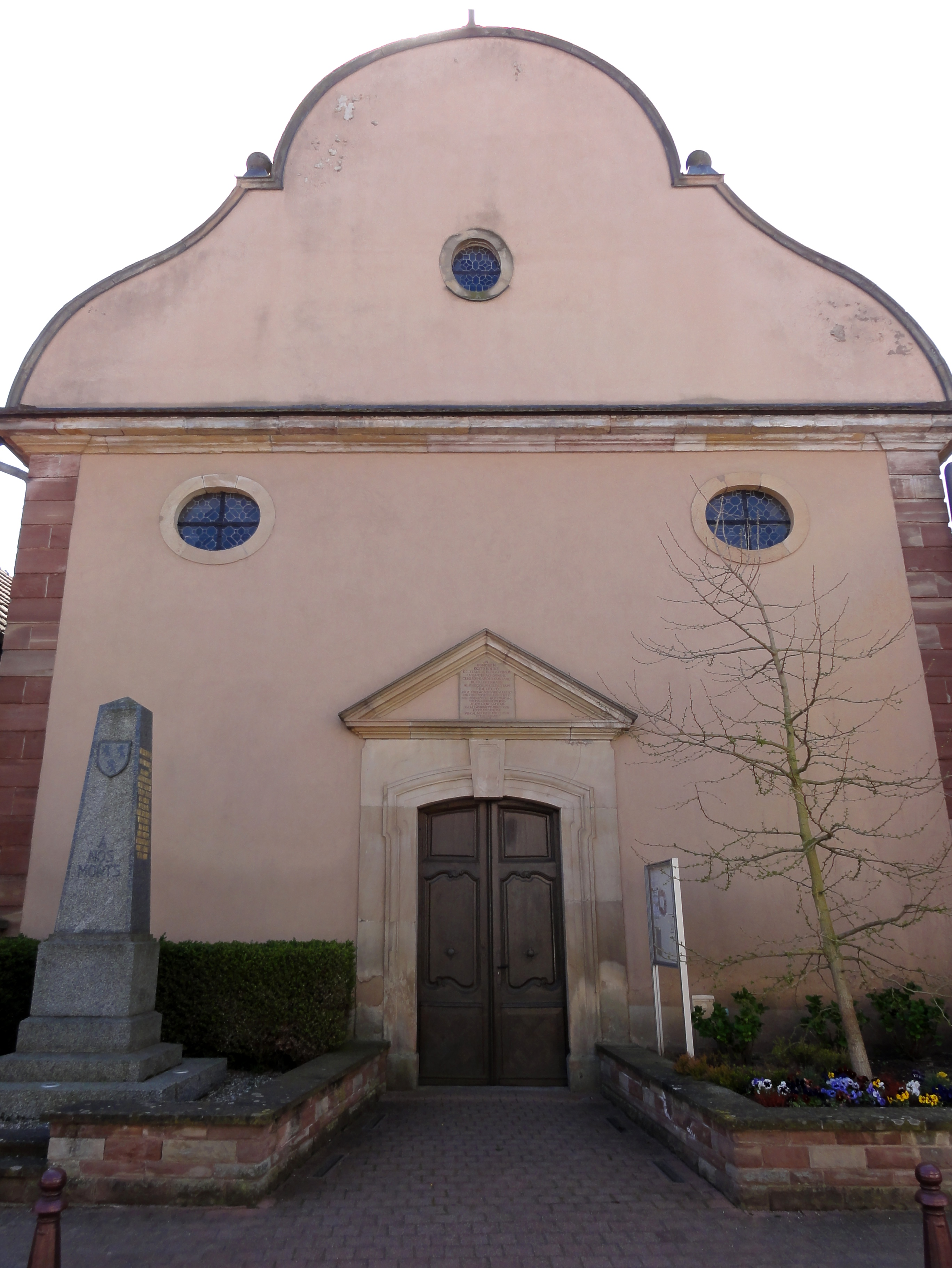
Портал церкви Сен-Легер
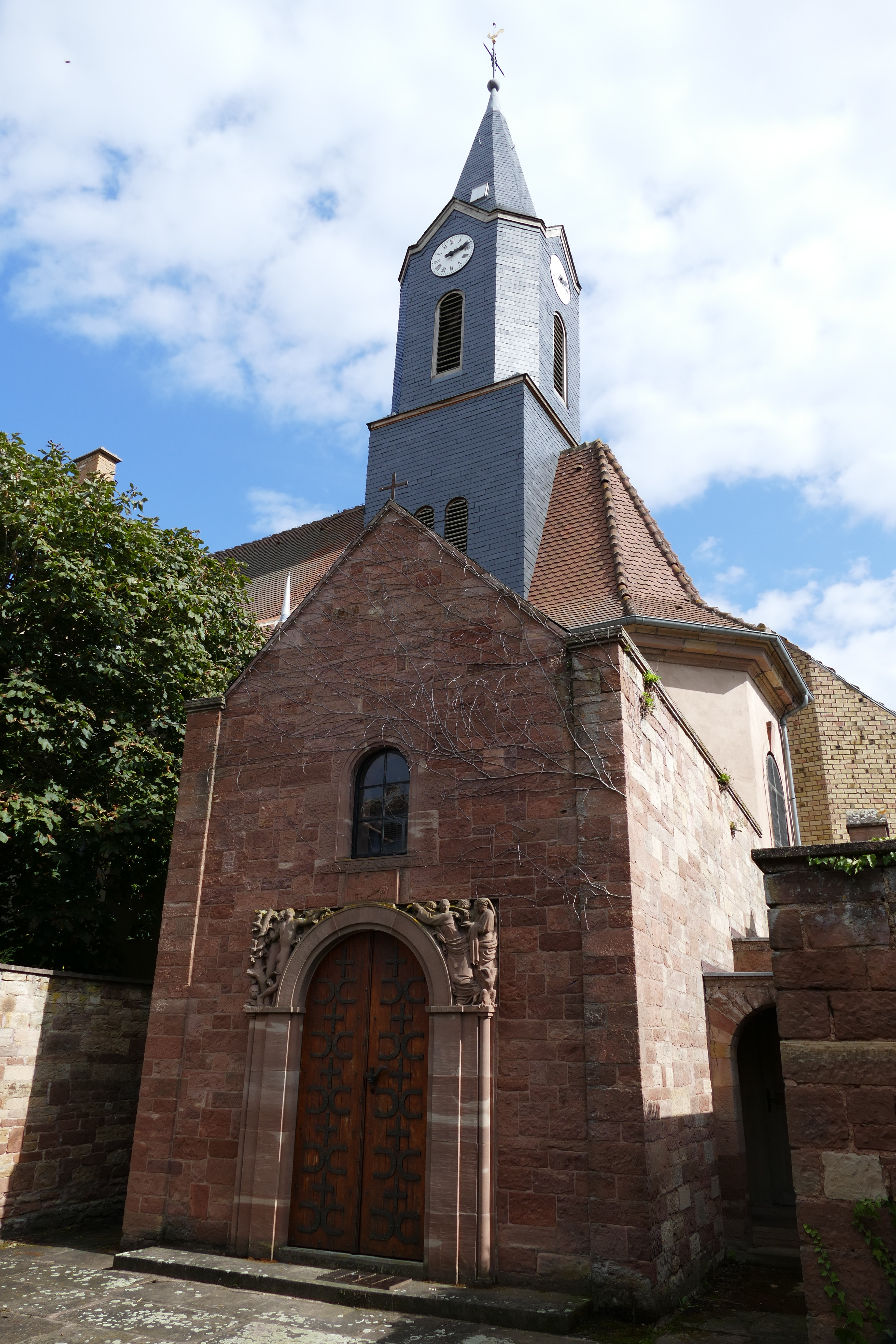
Боковая дверь в сторону Шато
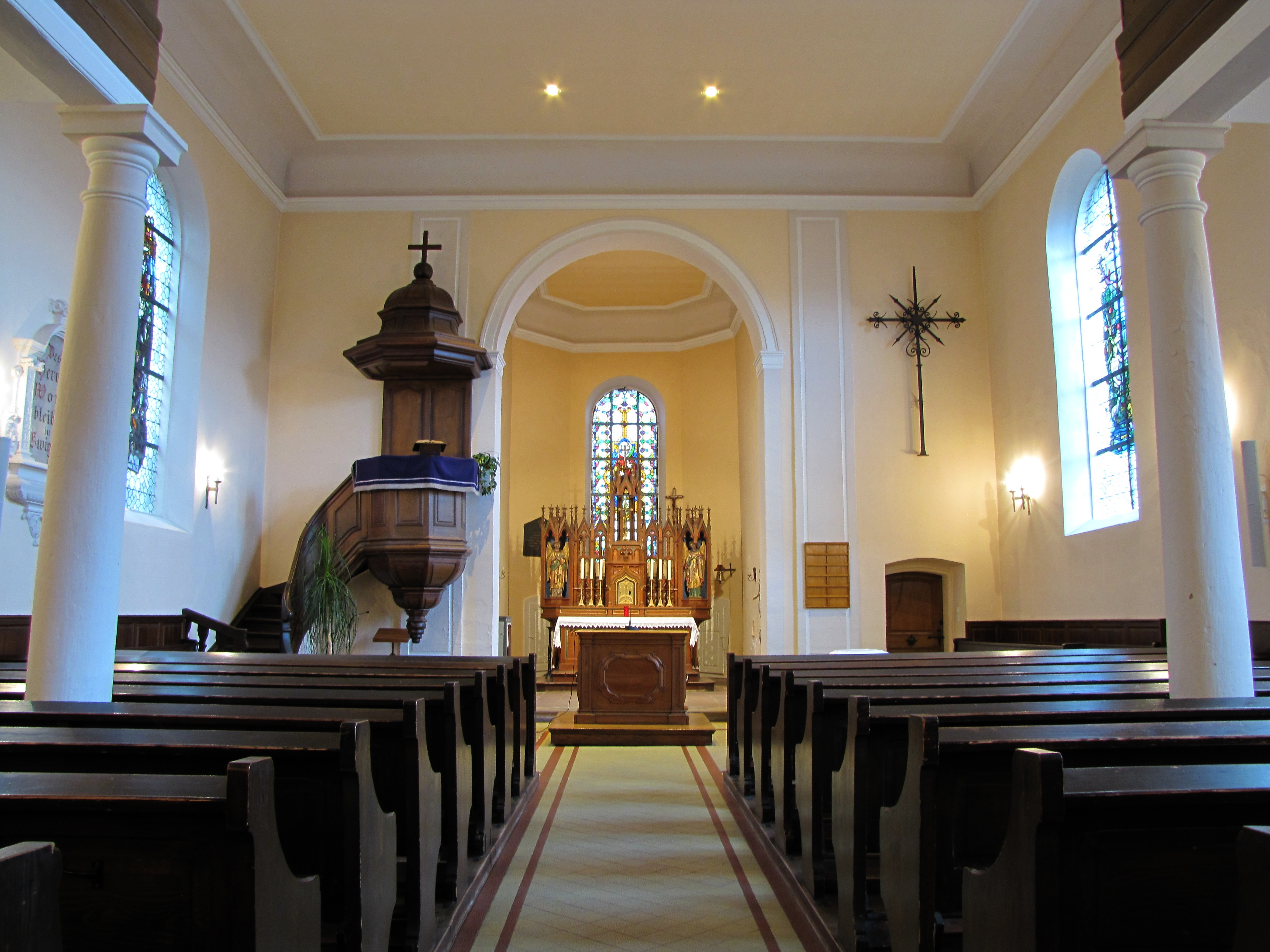
Интерьер
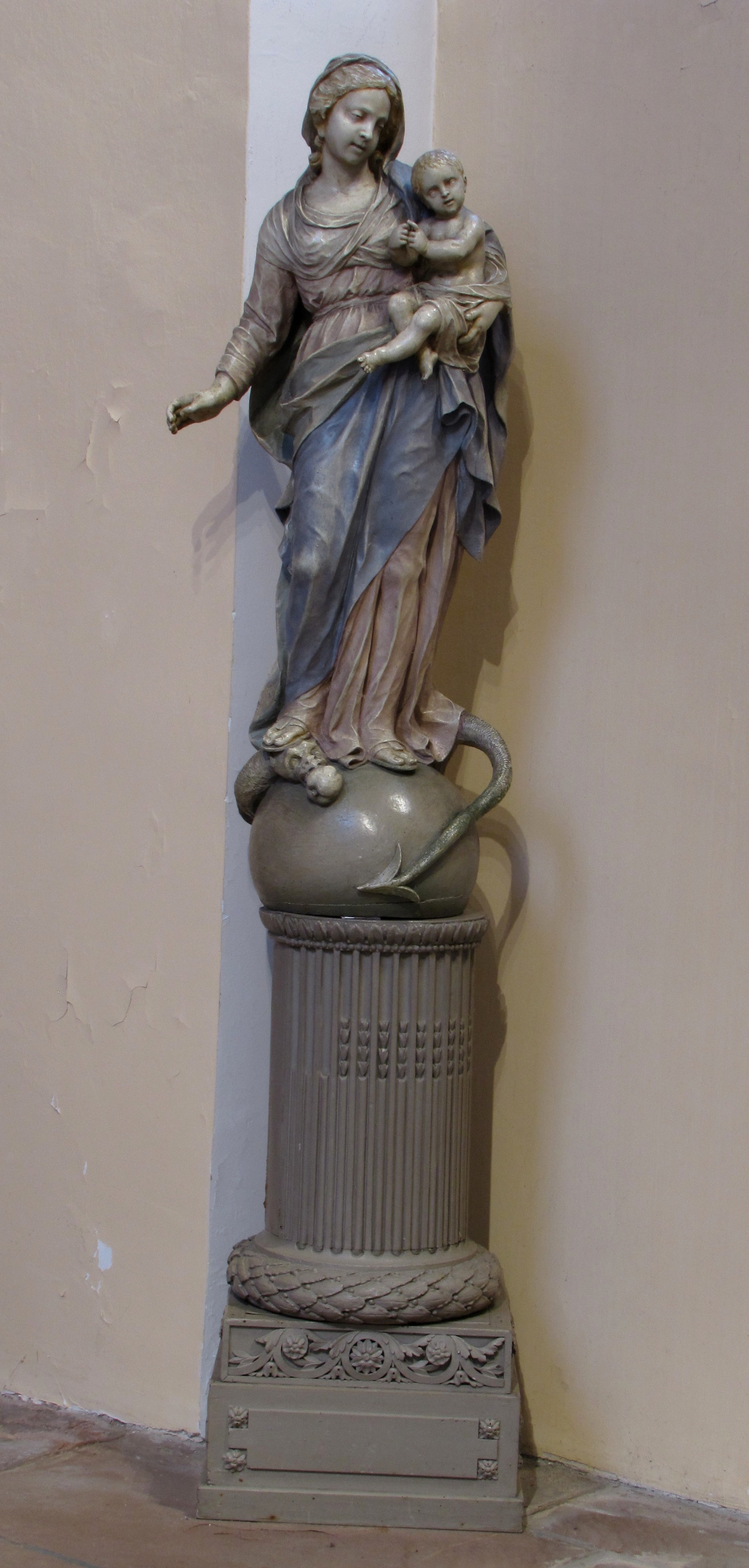
Статуя мадонны
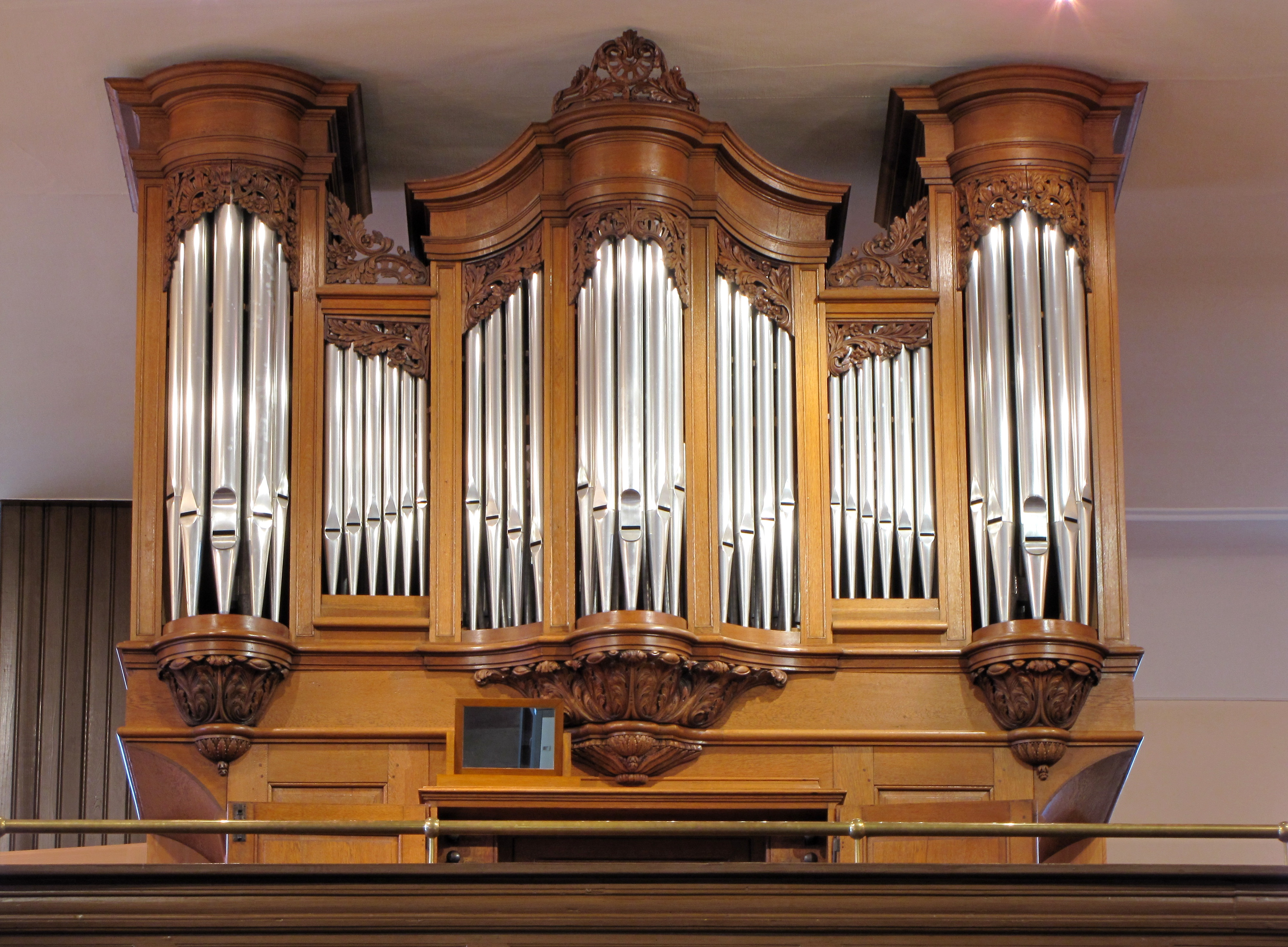
Орган
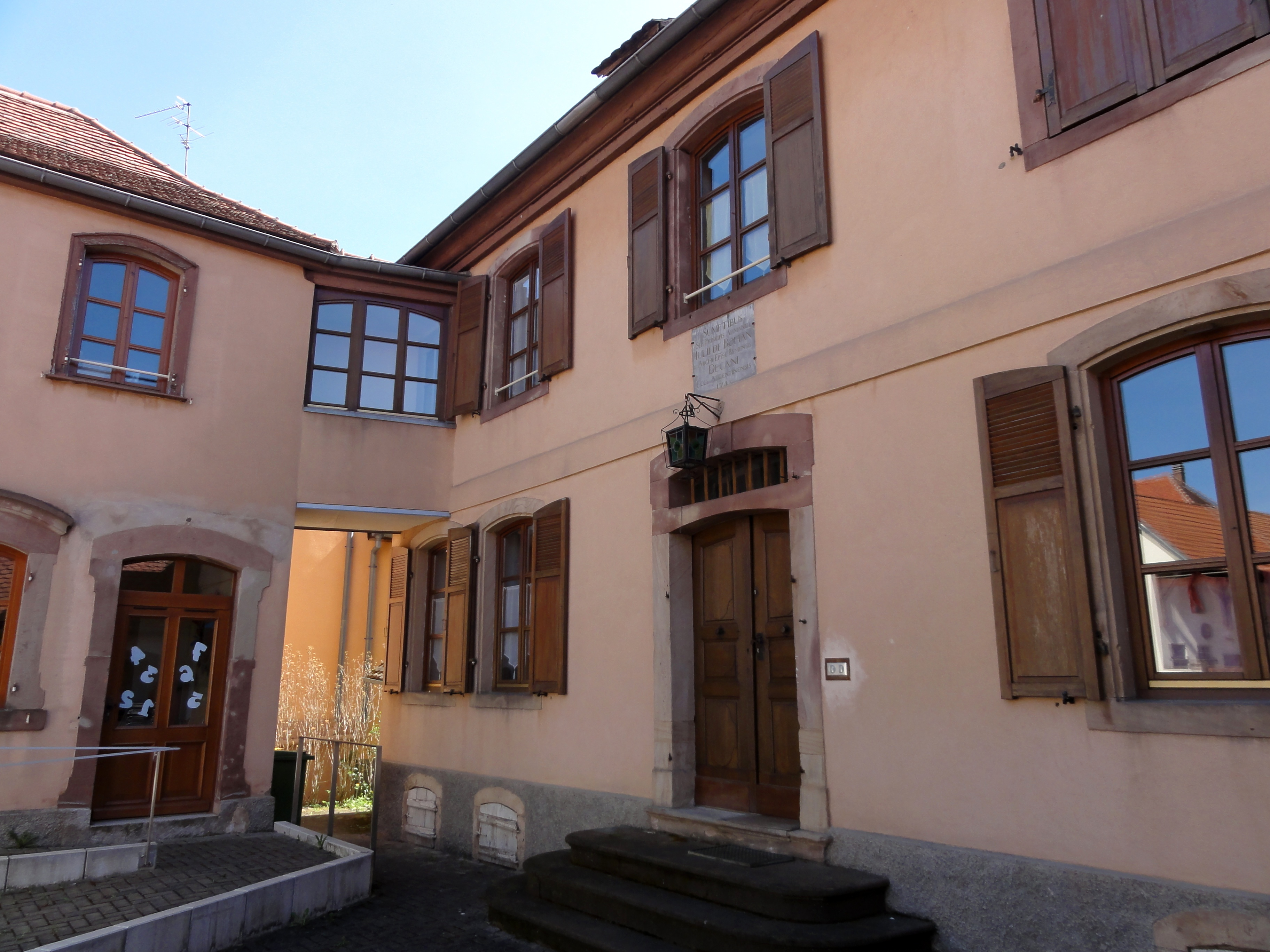
Дом протестантского священника
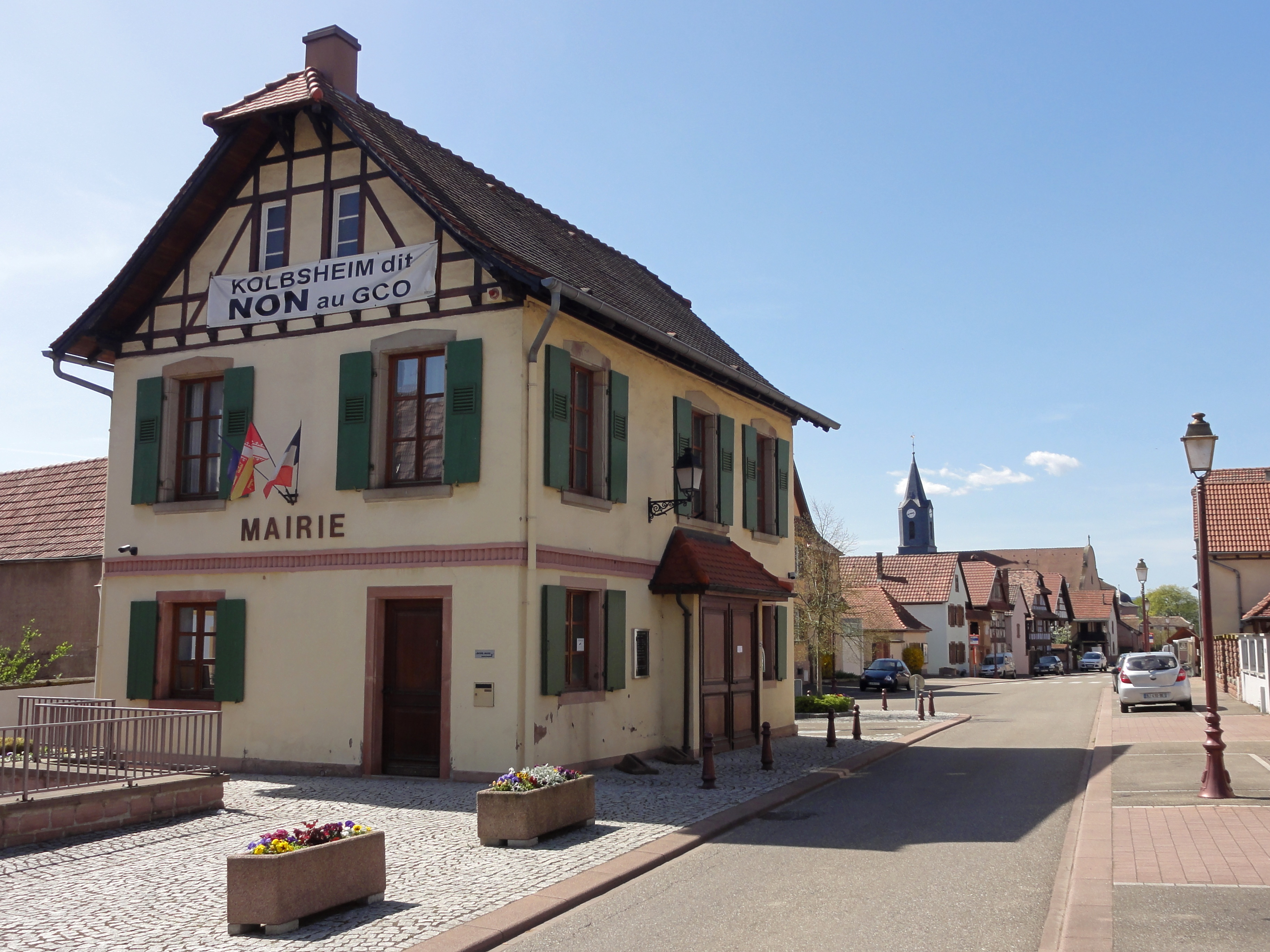
Здание мэрии
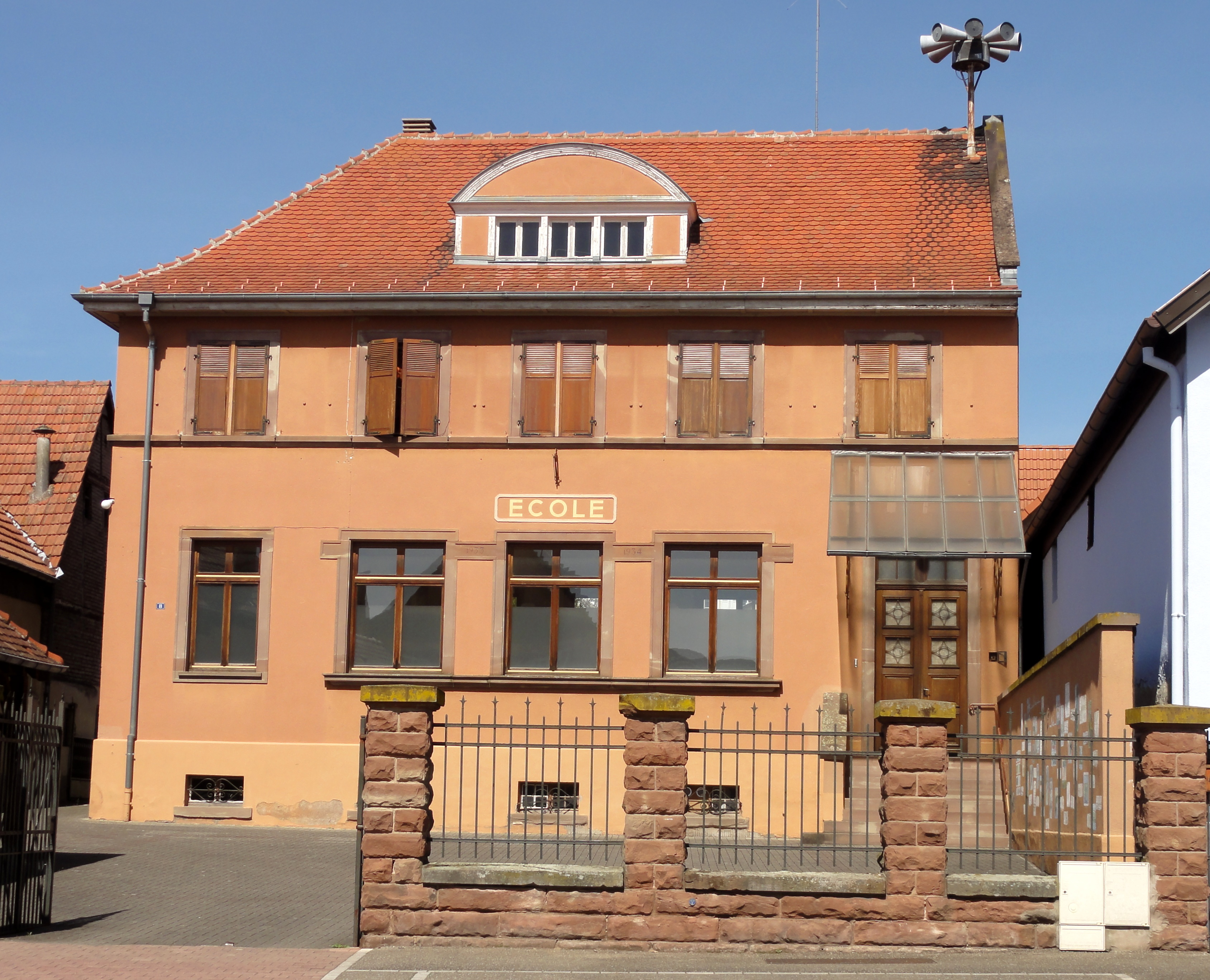
Здание старой школы
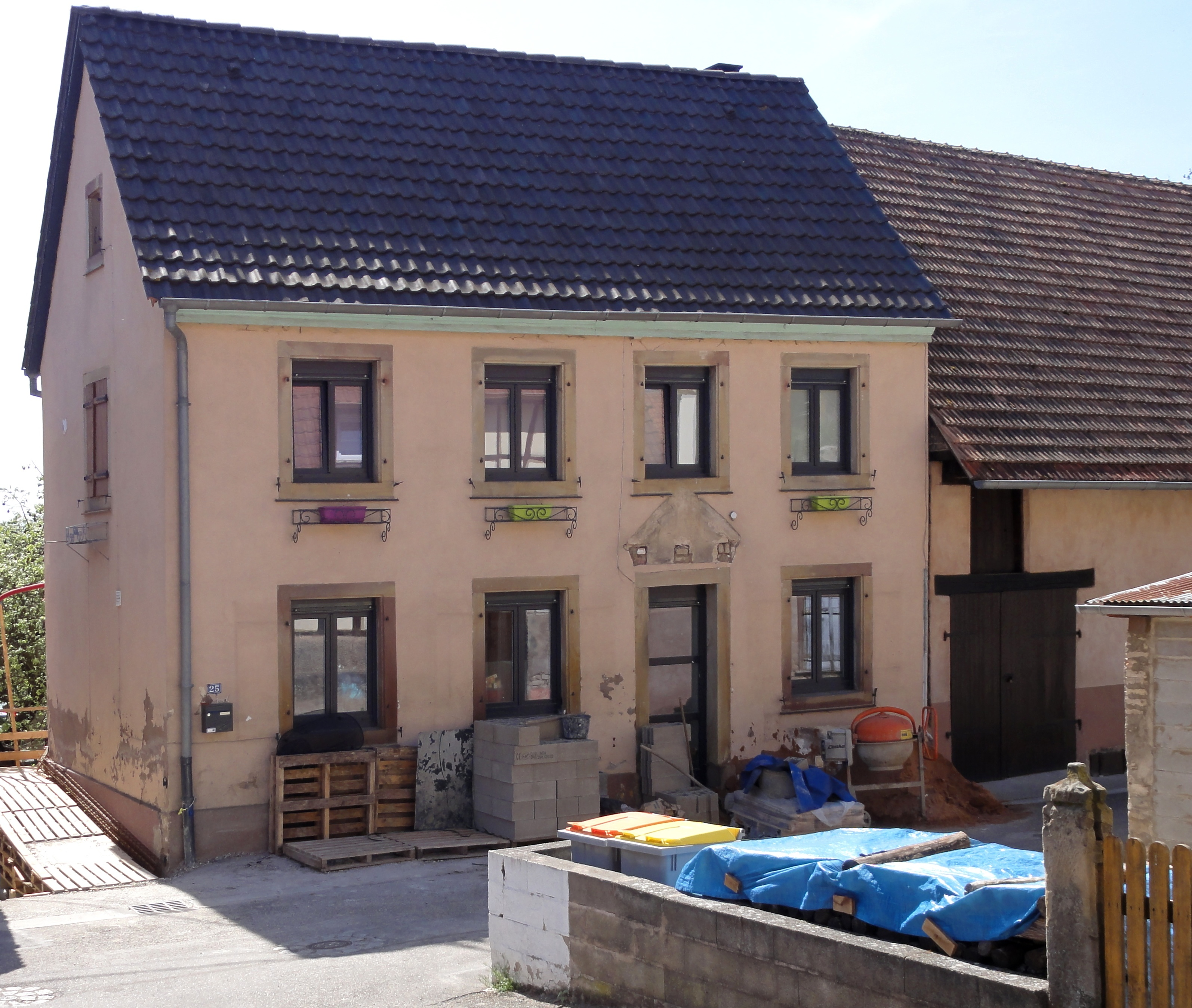
Здание старой католической школы
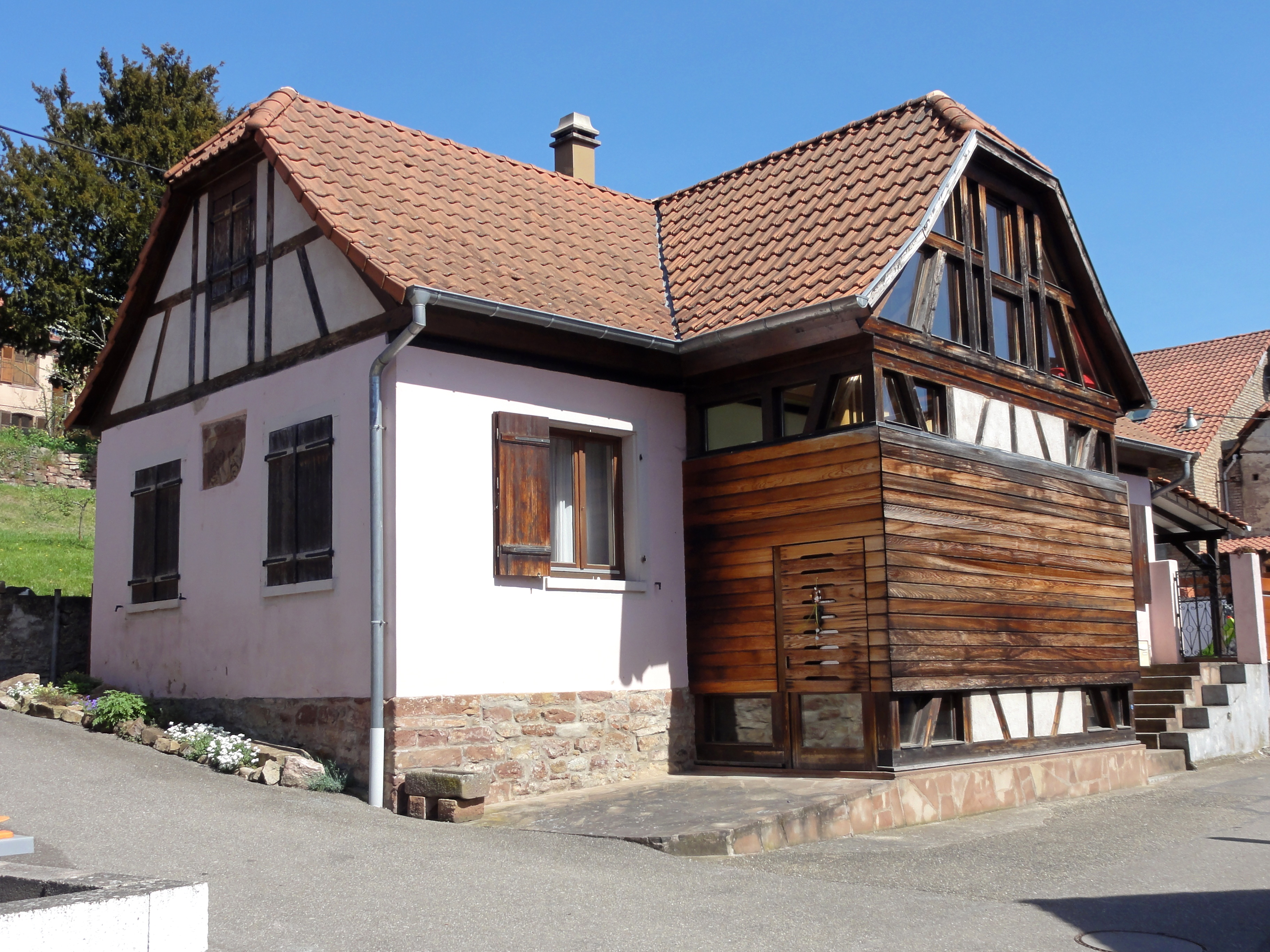
Здание старой еврейской школы
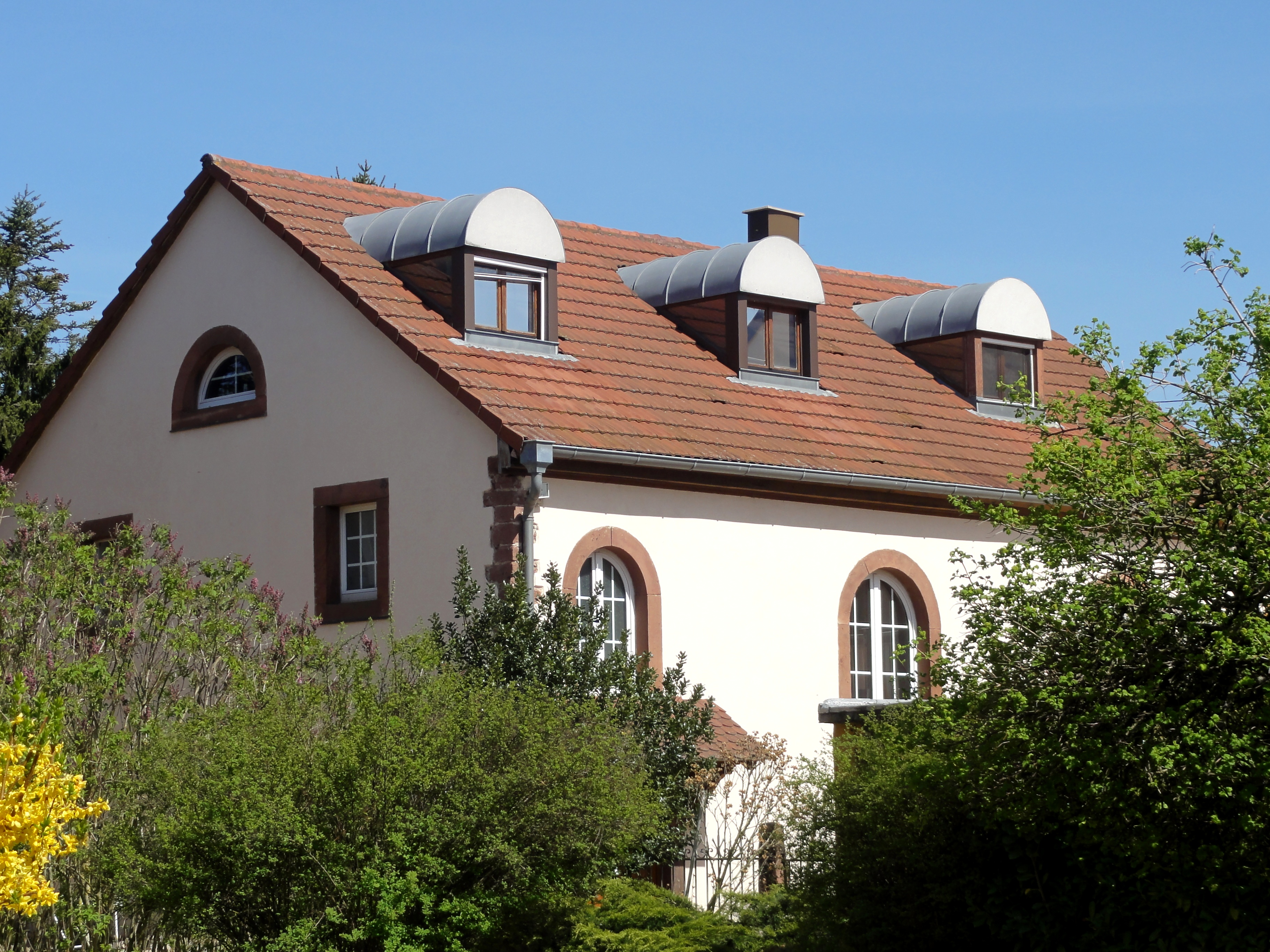
Здание старой синагоги
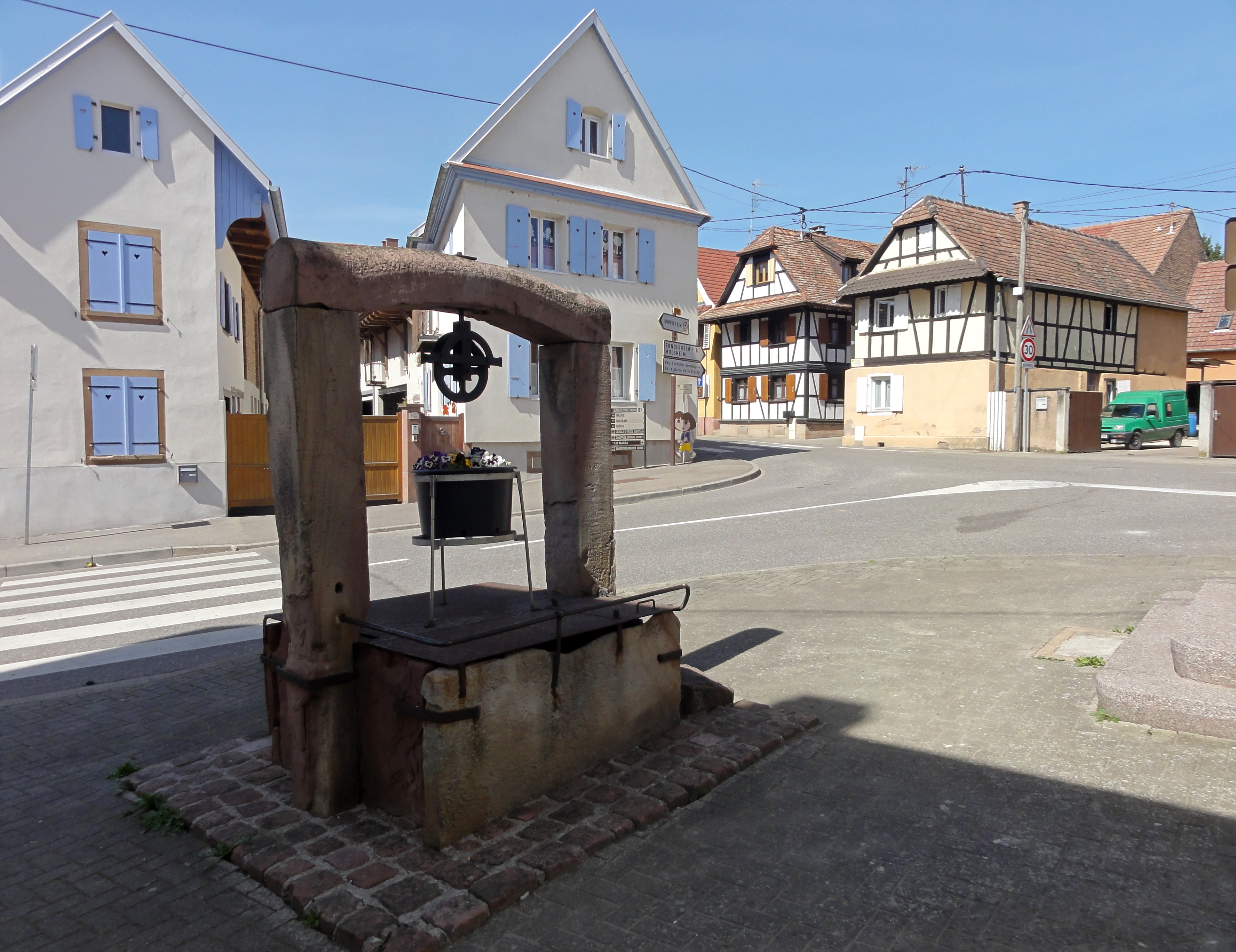
Колодец на главной улице
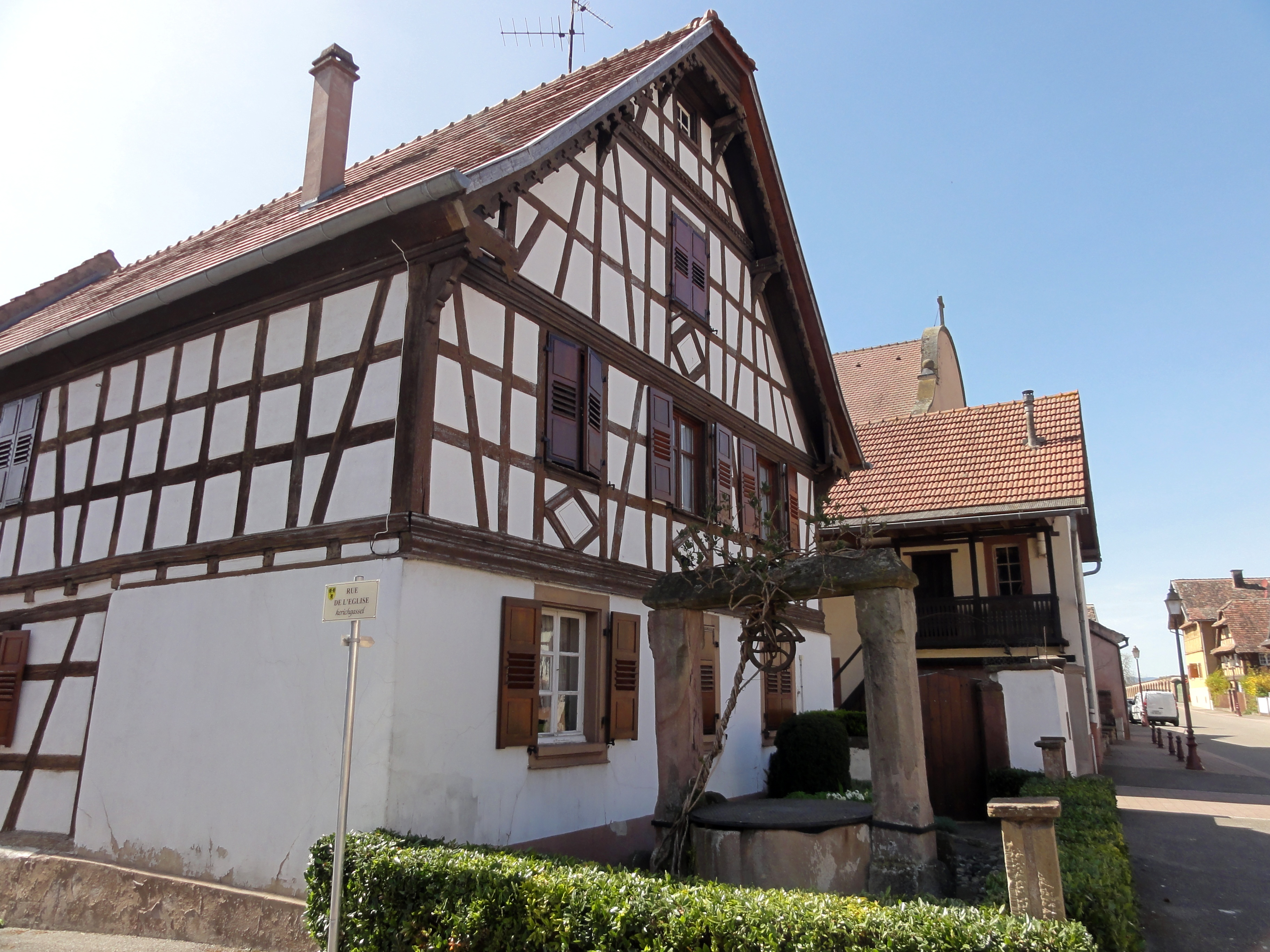
Фахверковый дом и колодец
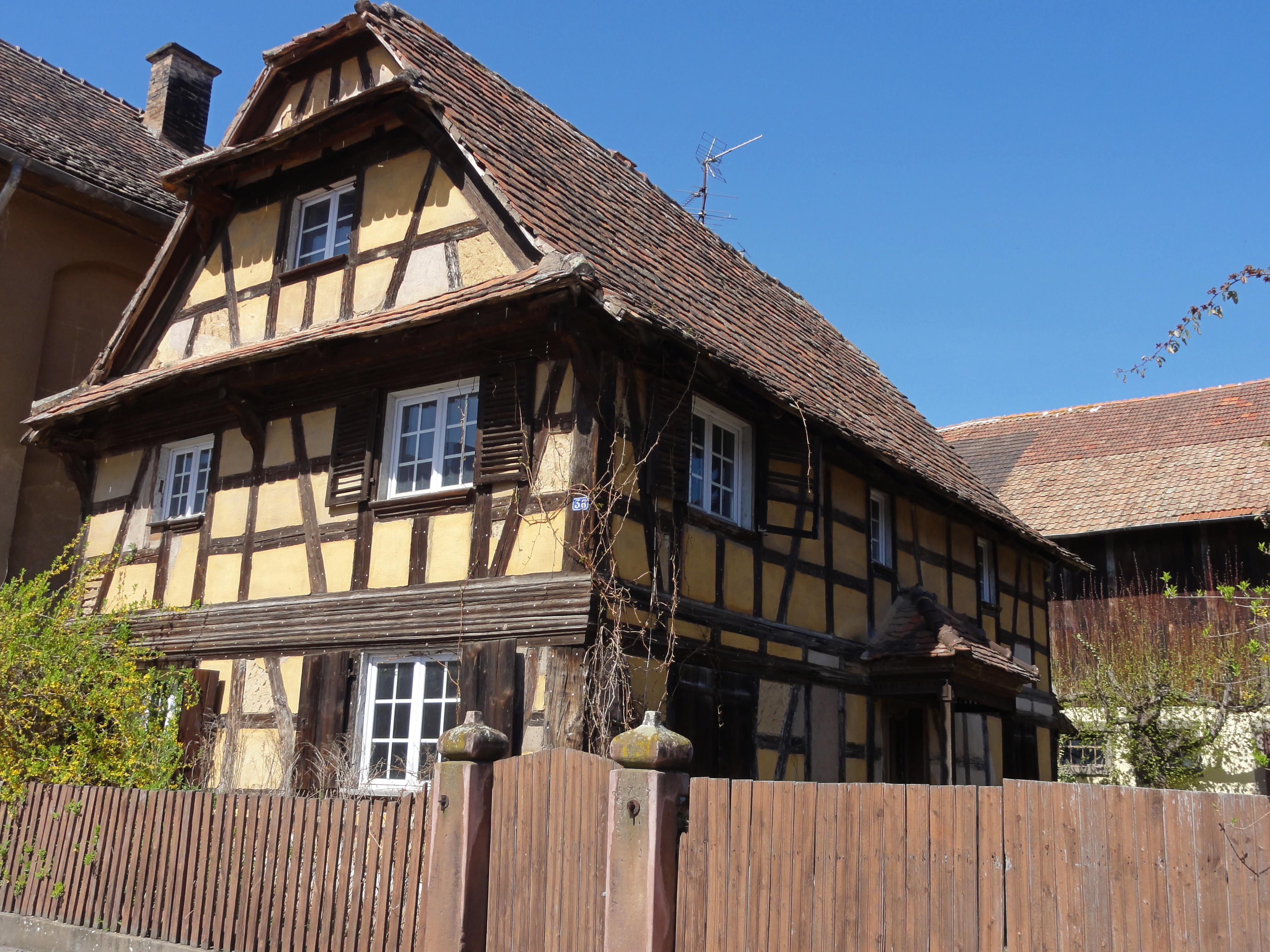
Дом-ферма
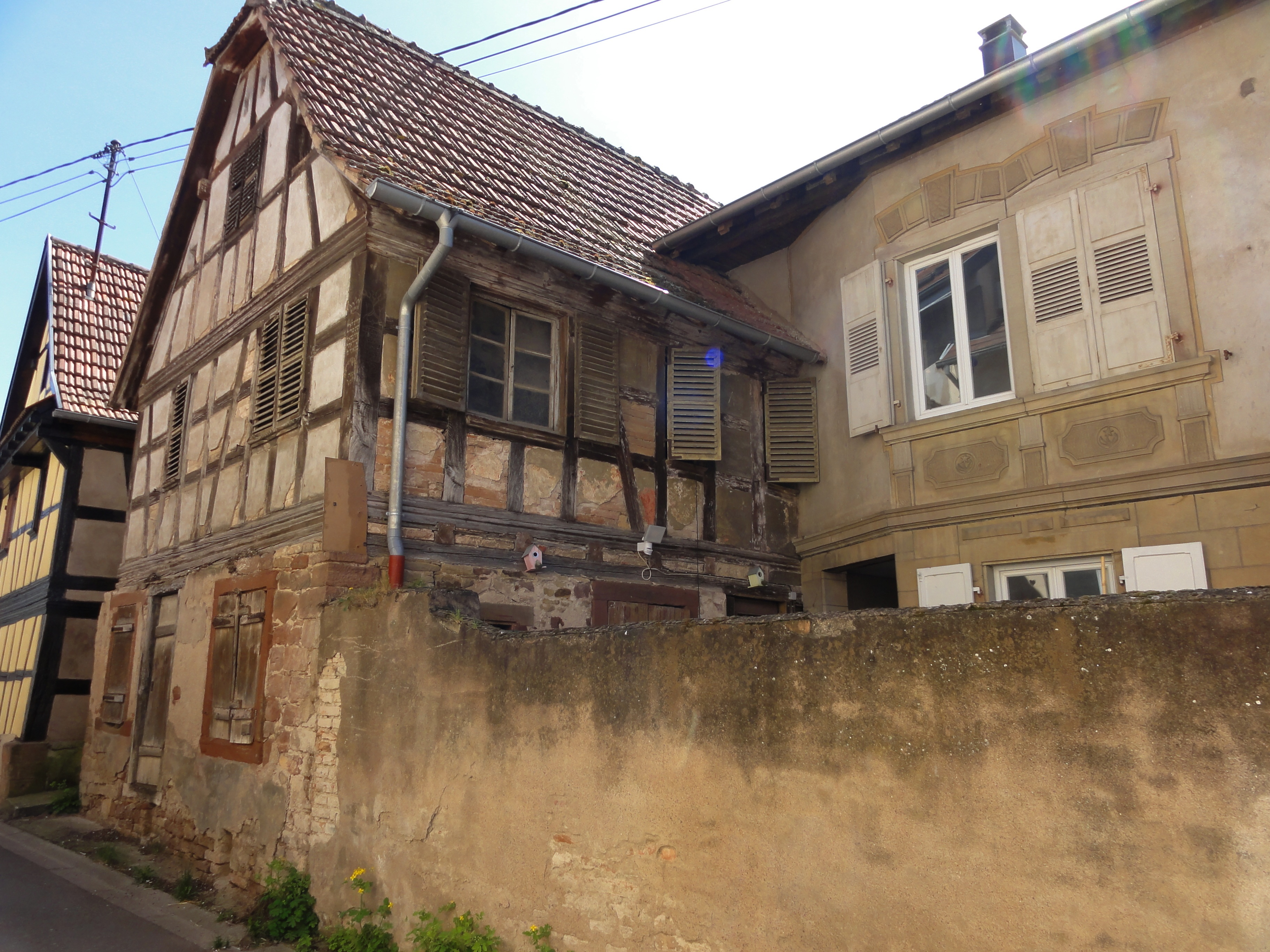
Старый дом на еврейской улице Брюле
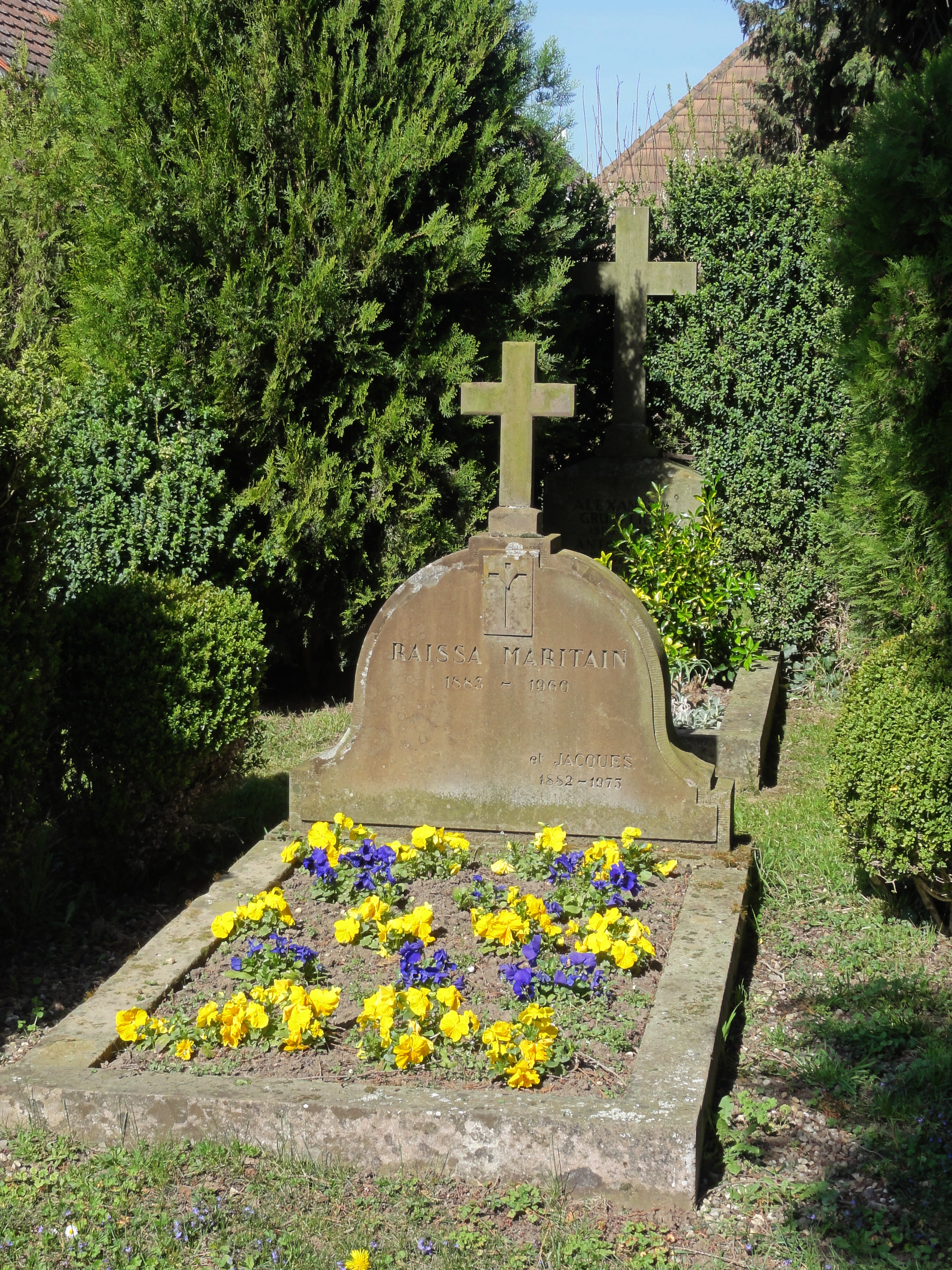
Могила Иакова и Раисы Маритан